# Venson Hamilton
Shad Venson Hamilton (nacido el 11 de agosto de 1977 en Forest City, Carolina del Norte) un exjugador de baloncesto estadounidense. Jugaba en la posición es la de pívot.

## Biografía
Su trayectoria en el baloncesto comienza en el High School de Forest City, su ciudad natal. En 1995 entra en el Universidad de Nebraska de la NCAA estadounidense, donde permanecería hasta 1999. Ese año es incluido en el draft de la NBA, siendo elegido por Houston Rockets en la segunda ronda, con el número 50. También fue incluido en el draft de la CBA, siendo elegido por Quad City Thunders en primera ronda, con el número 4. Sin embargo, no llegó a jugar en ninguno de los dos equipos.
En diciembre de 1999 da el salto a Europa de la mano del Record Napoli, de la LEGA italiana, sustituyendo a Bill Jones. En septiembre de 2000 entra a modo de prueba en el Forum Valladolid de España, pero no llega a jugar en el equipo. En noviembre del mismo año se incorpora al Prokom Trefl Sopot de Polonia en sustitución de David Hinton, pero es cortado tras cinco partidos en enero de 2001. Prueba fortuna en Italia de nuevo, en esta ocasión en la segunda división, en el Banca Populare Ragusa, en el que está hasta final de temporada.
En verano de 2001 disputa una liga de verano de la NBA con los Houston Rockets, la Rocky Mountain Summer League. A la conclusión de ésta vuelve a Italia para jugar en el Basket Club Ferrara. Una inoportuna lesión hace que en enero de 2002 sea cortado del equipo y sustituido por Nick Davis. En julio de ese mismo año vuelve a disputar una liga de verano de la NBA, de nuevo con Houston Rockets, Southern California Summer Pro League, aunque sigue sin convencer a ningún equipo NBA para que lo fiche.
Es en 2002 cuando inicia su etapa como jugador de liga española. Hamilton es fichado por el Unelco Tenerife, de la Liga LEB (segunda división española), donde completa su primer año en España proclamándose subcampeón de la competición. En verano de 2003 se marcha al Bilbao Basket, también de la LEB, con el que también tiene éxito coronándose como campeón. Su buena temporada no pasa desapercibida por los equipos de la primera división (Liga ACB), y finalmente ficha por el Joventut de Badalona en 2004. 
Tras un fantástico año en el equipo verdinegro, el Real Madrid se hace con sus servicios en el verano de 2005 tras negarse el jugador a entrenar con el Joventut para que aceptara la oferta del equipo blanco. En su primera temporada disputa con su equipo la Euroliga, la máxima competición europea. No es un buen año para el Madrid, que no cumple sus objetivos, ni para Hamilton, que no convence con su juego. En su segundo año en el equipo blanco el juego de Hamilton y el de su equipo mejoran considerablemente, ganando la Liga ACB y la Copa ULEB, la segunda competición europea en importancia tras la Euroliga, siendo además finalista de la Copa del Rey. Sin embargo, cuando se había consolidado como pívot titular en el equipo, una lesión impide a Hamilton disputar casi media temporada, incluyendo los PlayOffs por el título.
Tras disputar 3 minutos en el Real Madrid - Alta Gestión Fuenlabrada de ACB el 10 de enero de 2009, volvería a recaer de su lesión crónica y tendría que dejar su puesto en la plantilla al jovencísimo Nikola Mirotić. El Real Madrid daría definitivamente de baja su ficha.
Volvió a intentar su retorno al básquet de primera línea reforzando los entrenamientos de DKV Joventut a mediados de 2009/10 y de Lleida Básquet a comienzos de 2010/2011. A pesar de sus esfuerzos, no lograría hacerse con un hueco en la plantilla de ninguno de los dos equipos. 2 años después de su último partido oficial, recibe la llamada del Ikaros, equipo de media tabla de la liga griega, que le mantendrá a prueba las primeras semanas de 2011.
En 2011 el pívot estuvo a prueba con el Ikaros griego, pero finalmente no pasó las pruebas físicas. En marzo de 2011 se incluye en la plantilla del Gran Canaria 2014, no competía en liga ACB desde diciembre de 2006 cuando la rodilla dijo basta. Entonces militaba en el Real Madrid, que lo había fichado tras una gran temporada en el DKV Joventut donde promedió, en la  2004-05 en Badalona, 8.7 puntos, 6.7 rebotes y 2.1 tapones por encuentro.

## Palmarés
- 1 Liga ACB con el Real Madrid, en 2007.
- 1 Copa ULEB con el Real Madrid, en 2007.
- 1 subcampeonato de la Copa del Rey, con el Real Madrid, en 2007.
- 1 Liga LEB con el Bilbao Basket, en 2004.
- 1 subcampeonato de la Liga LEB con el Unelco Tenerife, en 2003.

## Otros
- En agosto de 2003 se casa con una española, con lo que obtiene automáticamente la doble nacionalidad. Esto le permite no ocupar plaza de extracomunitario en la Liga ACB, que restringe el número de jugadores de este tipo por equipo a dos.